# Transform! europe

Logo von Transform! europe

transform! europe ist ein Netzwerk linker politischer Organisationen und anerkannte europäische politische Stiftung der Partei der Europäischen Linken. Ihr gehören 39 Mitgliedsorganisationen aus 23 Ländern an. Gemeinsame Vorsitzende sind Marga Ferré und Cornelia Hildebrandt.
transform! europe wurde 2001 gegründet. 2007 wurde sie politische Stiftung der Europäischen Linken. Offizieller Sitz ist in Brüssel, das Koordinierungsbüro befindet sich jedoch in Wien.
Aus Deutschland gehören die Rosa-Luxemburg-Stiftung (parteinahe Stiftung der Linken), das Institut für sozial-ökologische Wirtschaftsforschung und die Zeitschrift Sozialismus transform an, aus Österreich transform!at. 
transform! europe ist Teil des International Network for Democratic Economic Planning (INDEP).